# Plummer (Idaho)
Plummer – miasto w Stanach Zjednoczonych, w stanie Idaho, w hrabstwie Benewah.